# Strongylophthalmyia nigriventris
Strongylophthalmyia nigriventris är en tvåvingeart som beskrevs av Frey 1928. Strongylophthalmyia nigriventris ingår i släktet Strongylophthalmyia och familjen långbensflugor. Inga underarter finns listade i Catalogue of Life.